# Ute Wegmann
Ute Wegmann (* 1959 in Düsseldorf) ist eine deutsche Literaturkritikerin und Autorin von Kinderbüchern.

## Leben
Ute Wegmann studierte Romanistik und Germanistik an der Universität Köln. Sie arbeitet als Literaturkritikerin unter anderem für das Deutschlandradio.
Wegmann schreibt Kinder- und Jugendbücher. Das Buch Dunkelgrün wie das Meer erhielt 2016 die Auszeichnung   LesePeter.

## Werke (Auswahl)
- Manchmal bist du überall – Geschichten & Gedichte. Illustrationen Thomas Müller. München: dtv, 2022. ISBN 978-3-423-64091-6[1]
- Toni. Illustrationen Rotraut Susanne Berner. München: dtv, 2017
- Dunkelgrün wie das Meer. Illustrationen Birgit Schössow. München: dtv, 2016
- Bilder bewegen, in: Jürgen Janning; Claudia Maria Pecher; Karin Richter (Hrsg.): Erzählen im Prozess des gesellschaftlichen und medialen Wandels: Märchen, Mythen, klassische und moderne Kinderliteratur und Kindermedien. Baltmannsweiler: Schneider Hohengehren, 2015, S. 246–252
- Hoover. München: dtv, 2015
- Die besten Freunde der Welt. Illustrationen Sabine Wilharm. München: dtv, 2012. ISBN 978-3-423-62530-2
- Sommer war gestern. München: dtv, 2011
- Never alone. München: dtv, 2008
- Weit weg ... nach Hause. München: dtv, 2007,
- Sandalenwetter. Illustrationen Roland Breitschuh. München: dtv, 2005

Film
- 1997: Schräge Vögel (WDR) (Produktionsleitung und Casting)
- 2008: Die besten Beerdigungen der Welt (nach einem Kinderbuch von Ulf Nilsson und Eva Eriksson) (DVD)